# Unokichi Tachibana
Unokichi Tachibana (jap. 橘 右之吉, Tachibana Unokichi; * 23. Januar 1950 in Asakusa, Tokio), bürgerlich: Hideo Yoshida (吉田 秀男, Yoshida Hideo), ist ein japanischer Kalligraf  im Tachibana-Yose-Stil (橘流寄席文字, Tachibana-ryū Yose-moji) des Edo-Stils für Kabuki.

## Privatleben
Abschluss in Grafikdesign an der Japan-Design Fachhochschule.
Ab 1965 Schüler von Ukon Tachibana, Meister des Tachibana-Stils.
1969 Zulassung als authentischer Überlieferer der Schreibstile und Verleihung des Pseudonyms „Unokichi Tachibana“ durch Ukon Tachibana
Entwurf von Plakaten für mehrere Staatstheater und Schauspielhäuser.
1975 Gründung der Firma „Mojipro AG“. Aufbau seiner eigenen Welt der Kalligraphie und Schriftzeichen.
Heutzutage beschäftigt sich Unokichi nicht nur mit traditionellen Arbeiten wie dem Schreiben der Plakate für das Yose (Kabarett), sondern auch mit dem Entwurf von Beschriftungen und Postern wie z. B. für den Otori-Schrein in Asakusa, den Shibamata-Taishaku-Schrein in Katsushika, den Asakusa-Touristenverein, den Kyōto-Touristenverein sowie den Osten-Stadt-NOREN-Verein. Seine Dienste wurden schon für den Entwurf von Buchtiteln und CD-Covers, für Unternehmenslogos („O-Edo Onsen Monogatari“) und Produktnamen sowie für Titel verschiedener Veranstaltungen in Anspruch genommen.

## Wichtigste Ausstellungen
2000 Private Ausstellung „Die Welt von Unokichi Tachibana“ in der Traum-Galerie im Sumitomo Building in Shinjuku, Tokio
2001 Ausstellung anlässlich der Feier zur Namensverleihung von Yasosuke Bandō (坂東 八十助, Bandō Yasosuke) zu „Mitsugorō Bandō“ (坂東 三津五郎, Bandō Mitsugurō).
2003 Ausstellung „Drucktechnik in der Edo-Zeit“ im Ado-Museum in Shiodome, Tokio anlässlich des 400-jährigen Jubiläums des Beginns der Edo-Zeit
2004 Vorführung der traditionellen japanischen Kalligraphie bei der Kabuki-Aufführung von Kankurō Nakamura (中村 勘九郎, Nakamura Kankurō) in New York
2005 Ausstellung seiner Holztafelsammlung anlässlich der Feier zur Ernennung des Kabuki-Darstellers Kankurō Nakamura zum „18. Kanzaburō Nakamura“ (中村 勘三郎, Nakamura Kanzaburō).
2007 Vorführung der Beschriftung von Postern bei der Kabuki-Aufführung von Kanzaburō Nakamura in New York.
2008 Vorführung der Beschriftung von Postern bei der Kabuki-Aufführung von Kanzaburō Nakamura in Berlin.
2009 Vorführung der Beschriftung von Postern bei der Kabuki-Aufführung von Kanzaburō Nakamura in Nagoya.
2009 Veranstaltung "Unokichi Tachibana in Wien" zum Japan-Österreich-Jahr 2009 anlässlich des 140-jährigen Vertragsjahres zwischen Österreich und Japan. Geplant und organisiert von seinem Sohn Shinsuke Yoshida gab es drei Veranstaltungen: eine Ausstellung im Japanischen Informations- und Kulturzentrum der japanischen Botschaft in Österreich, Vorlesungen an der Universität Wien und Erinnerungsunterricht an der Japanischen Schule.

## Seine Arbeit
Er ist Kalligraph und kreiert Beschriftungen jeder Art im Edo-Stil, einer vor ca. 300 Jahren in der Händlerkultur von Edo entstandenen Schriftart. Ihm ist es wichtig mit seiner Arbeit alte Traditionen am Leben zu erhalten und diese durch neue Kreationen auch in den modernen Alltag zu integrieren. Bei der Veranstaltung in Europa und Amerika schreibt er auf Wunsch den europäischen Namen oder andere Wörter mit japanischen Zeichen im Kabuki-Stil schreiben. Bei der Auswahl der Schriftzeichen wird besonders auf deren Bedeutung geachtet und die am besten passenden Zeichen ausgewählt.